# Ove Verner Hansen
Ove Verner Hansen, född 20 juli 1932 i Helsingør, död 20 februari 2016 i Gentofte, var en dansk operasångare (bas) och skådespelare. Han författade även ett antal kokböcker.
Hansen hade utbildning vid Det Kongelige Teaters operaskola och verkade på teatern under åren 1963-1987. Regissören Erik Balling upptäckte hans komiska ådra och anlitade honom att spela rollen som antagonisten Bøffen i de senare filmerna om Olsen-banden på 1970-talet. Unikt för Hansen kom han även att medverka i samma roll, då som Biffen, i några av de norska Olsenbanden-filmerna. Hansen medverkade även i en liten roll som dansk smugglare i den svenska komedifilmen Smugglarkungen 1985.

## Filmografi, urval
- 1974 – Olsen-bandens sidste bedrifter
- 1975 – Olsen-banden på sporet
- 1976 – Dynamitgubbarna
- 1976 – Snuten som rensade upp
- 1977 – Olsenbanden på guldjakt
- 1977 – Olsen-banden deruda'
- 1978 – Olsen-banden går i krig
- 1979 – Olsen-banden overgiver sig aldrig
- 1981 – Olsen-bandens flugt over plankeværket
- 1981 – Olsen-banden over alle bjerge
- 1981 – Olsenbanden ger sig aldrig!
- 1982 – Olsenbandens allra sista kupp
- 1984 – Olsenbanden kommer igen
- 1985 – Smugglarkungen